# Leopold Grützmacher
Leopold Grützmacher (* 4. September 1835 in Dessau; † 26. Februar 1900 in Weimar) war ein deutscher Cellist und Komponist.

## Leben
Der jüngere Bruder von Friedrich Grützmacher war Mitglied des Gewandhausorchesters Leipzig, dann Erster Cellist der Hofkapelle Schwerin, am Landestheater in Prag und dann an der Hofkapelle in Meiningen. Ab 1876 war er Erster Cellist und Kammervirtuose in Weimar. Das Haus Erfurter Straße 19 wurde 1877/78 für ihn errichtet.
Leopold Grützmacher komponierte zwei Cellokonzerte und zahlreiche kleinere Cellostücke. Sein Sohn Friedrich war ebenfalls Cellist.